# Nisko (gmina)
Nisko – gmina miejsko-wiejska w województwie podkarpackim, w powiecie niżańskim.
W latach 1975–1998 gmina położona była w województwie tarnobrzeskim.
Siedziba gminy to Nisko.
Według danych z 31 grudnia 2020 gminę zamieszkiwało 22 186 osób.

## Struktura powierzchni
Według danych z roku 2002 gmina Nisko ma obszar 142,44 km², w tym:
- użytki rolne: 38%
- użytki leśne: 52%

Gmina stanowi 18,13% powierzchni powiatu.

## Demografia
Liczba ludności (dane z 31 grudnia 2020):
|        | Ogółem | Ogółem | Kobiety | Kobiety | Mężczyźni | Mężczyźni |
| osób   | %      | osób   | %       | osób    | %         |           |
| ------ | ------ | ------ | ------- | ------- | --------- | --------- |
| Ogółem | 22 186 | 100    | 11 396  | 51,37   | 10 790    | 48,63     |
| Miasto | 15 193 | 68,48  | 7825    | 35,27   | 7368      | 33,21     |
| Wieś   | 6993   | 31,52  | 3571    | 16,10   | 3422      | 15,42     |

▶Wieś vs ▶miasto
Ogółem (▶k, ▶m)
Miasto (▶k, ▶m)
Wieś (▶k, ▶m)
Piramida wieku mieszkańców gminy Nisko w 2014 roku.

## Sołectwa
Kończyce, Nowa Wieś, Nowosielec, Racławice, Wolina, Zarzecze.

## Sąsiednie gminy
Bojanów, Jeżowe, Pysznica, Rudnik nad Sanem, Stalowa Wola, Ulanów